# Paris-Arras Tour
A Paris-Arras Tour é uma carreira ciclista profissional por etapas registada na França, que está integrada dentro do UCI Europe Tour em categoria 2.2.

## Palmarés
| Ano              | Ganhador            | Segundo            | Terceiro            |
| ---------------- | ------------------- | ------------------ | ------------------- |
| 1923             | Jean Hillarion      | Achille Vermandel  | Omer Huyse          |
| 1924             | Gaston Debaets      | Fernand Moulet     | Marcel Bidot        |
| 1925             | Charles Pelissier   | Jérôme Declercq    | Odiel Tailleu       |
| 1926             | Joseph Demuysere    | Joseph VanDaele    | Maurice Philippe    |
| 1927             | Jérôme Declercq     | Marc Bocher        | Joseph Mauclair     |
| 1928             | Não se disputou     | Não se disputou    | Não se disputou     |
| 1929             | Josef Vanderhaegen  | Rémy Verschaetse   | Émile Decroix       |
| 1930             | Não se disputou     | Não se disputou    | Não se disputou     |
| 1931             | Georges Speicher    | Ch. Candelier      | M. Brun             |
| 1932             | Maurice Krauss      | Philippe Bono      | Constant Camus      |
| 1933             | Lucien Weiss        | Raymond Horner     | Amédée Fournier     |
| 1934             | Lucien Lauk         | François Blin      | Léon Cointe         |
| 1935             | Georges Christiaens | André Vanderdonckt | Alfons Ghesquière   |
| 1936             | Noël Declercq       | Albert Rosseel     | O. Verbecke         |
| 1937             | Marcel Van Houtte   | Albert Beckaert    | Jérôme Dufromont    |
| 1938-1944        | Não se disputou     | Não se disputou    | Não se disputou     |
| 1945             | Louis Déprez        | César Marcelak     | André Denhez        |
| 1946             | César Marcelak      | Jérôme Dufromont   | Jean Polazek        |
| 1947             | René Lauk           | André De Dyn       | Joseph Fiat         |
| 1948             | Raoul Monroval      | Galliano Pividori  | I. Sala             |
| 1949             | Elie Marsy          | Etienne Tahon      | H. Mairesse         |
| 1950             | Aimé Vandomme       | Alain Léocat       | F. De Vallée        |
| 1951             | Jean Thaurin        | Alain Léocat       | Henri Sitek         |
| 1952             | Alain Léocat        | Albert Platel      | Ou. Venturella      |
| 1953             | Ernest Ménage       | Blaise Bertolotti  | Camille Huyghe      |
| 1954             | Blaise Bertolotti   | Ernest Ménage      | Pierre Devise       |
| 1955             | Roland Blin         | Erio Plassa        | Pierre Malhaize     |
| 1956             | Gilbert Dourdin     | Maurice Moucheraud | Louis Déprez        |
| 1957             | Edouard Klabinski   | Kamiel Lamotte     | Louis Déprez        |
| 1958             | Philippe Gaudrillet | Roland Blin        | Roger Quévat        |
| 1959             | Pierre Devise       | Raymond Reaux      | Gérard Pype         |
| 1960-2009        | Não se disputou     | Não se disputou    | Não se disputou     |
| 2010             | Rudy Lesschaeve     | Alban Cormier      | Romain Delalot      |
| 2011             | Romain Delalot      | Alex Defretin      | Arnaud Démare       |
| Paris-Arras Tour |                     |                    |                     |
| 2012             | Benoît Daeninck     | Joseph Lewis       | Alexis Gougeard     |
| 2013             | Joey Rosskopf       | Julien Duval       | Giorgio Brambilla   |
| 2014             | Maxime Vantomme     | Rudy Barbier       | Julien Duval        |
| 2015             | Joeri Calleeuw      | Gaëtan Bille       | Olivier Pardini     |
| 2016             | Aidis Kruopis       | Rémi Cavagna       | Alexander Edmondson |
| 2017             | Jordan Levasseur    | Joeri Stallaert    | Yann Guyot          |
| 2018             | Stephan Rabitsch    | Josef Černý        | Jannik Steimle      |
| 2019             | Ethan Hayter        | Matthew Walls      | Alfred Wright       |

## Palmarés por países
| País           | Vitórias |
| -------------- | -------- |
| França         | 4        |
| Bélgica        | 2        |
| Estados Unidos | 1        |
| Lituânia       | 1        |
| Áustria        | 1        |
| Reino Unido    | 1        |